# Orcival (bedrijf)

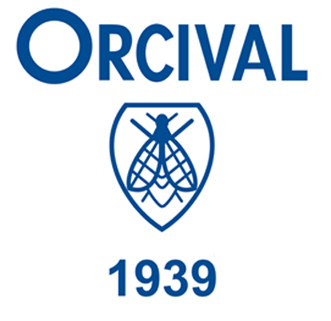
Logo van Orcival

Orcival is een Franse kledingproducent gespecialiseerd in marinières. Het bedrijf werd in 1939 opgericht in Parijs en verhuisde tijdens de Tweede Wereldoorlog naar Lyon, waar het nog altijd is gevestigd. Sinds 1947 maakt Orcival het uniform van de Franse marine. Vanaf de jaren 70 zette het merk in op de popularisering van de marinière en tegenwoordig is Orcival Frankrijks derde grootste producent van marinières en matrozentruien, na Saint James en Armor Lux. Zowel de stoffen als de kledingstukken worden in Frankrijk geproduceerd.